# Bacapaco, Sonora
Bacapaco är en ort i Mexiko.   Den ligger i kommunen Huatabampo och delstaten Sonora, i den västra delen av landet, 1 300 km nordväst om huvudstaden Mexico City. Bacapaco ligger 5 meter över havet och antalet invånare är 250.
Terrängen runt Bacapaco är mycket platt. Runt Bacapaco är det ganska tätbefolkat, med 67 invånare per kvadratkilometer. Närmaste större samhälle är Huatabampo, 6,6 km norr om Bacapaco. Trakten runt Bacapaco består till största delen av jordbruksmark.